# راکون خرچنگ‌خوار
راکون خرچنگ‌خوار (نام علمی: Procyon cancrivorus) نام یک گونه از سرده خرسکی‌ها است.